# ジョイカルジャパン
株式会社ジョイカルジャパンは、日本の自動車販売業者。「カーライフをもっと楽しく便利に」を企業理念に新車販売、カーリース等の事業を展開している。

## 概要
社名は、“ENJOY CAR LIFE”に由来。(代表取締役 CEO 早川 由紀夫)。加盟店舗数：開業店舗　547（2024年11月現在）。
2005年（平成17年）12月に設立。資本金1億2021万円。従業員89人(2021年4月現在)。

## 事業内容
新車販売事業として、新車カーリース「セブンマックス」「ハーフマックス」「NORIDOKI」をはじめ、様々な新車販売サービスを提供している。
また、車検サポート事業として、車検の際、様々なご提案・サポートができるよう、全国の自動車整備工場様向けに様々なサービスを提供している。
その他、海外事業として、国内だけではなく、海外の人材の育成を目的としたトレーニング、就職のサポートにも取り組んでいる。

## 沿革
- 2005年12月 - 創業
- 2006年
  - 5月 - 本社を五反田TOCビルに移転
  - 6月 - JAS(ジョイカル・アシスタント・システム)をリリース
- 2007年8月 - ジョイカル加盟店舗数が100店舗突破
- 2009年1月 - 新商品：『ハーフマックス』をリリース
- 2010年2月 - ジョイカル加盟店舗数が200店舗突破
- 2013年1月 - ジョイカル加盟店舗数が300店舗突破
- 2015年1月 - ミヤンマーで自動車情報誌『CAR SEARCH』を創刊
- 2016年
  - 4月 - 新商品：車検代が最大半額『乗換え車検』をリリース
  - 9月 - 新商品：新車１万円リース『7MAX』をリリース
- 2017年
  - 3月 - ジョイカル加盟店舗数が400店舗突破
  - 6月 - 内村航平氏とスポンサード契約締結[1]
  - 7月 - LINKPit(リンクドライブ／リンクピット) サービス開始[2]
- 2018年4月 - loTを活用した次世代自動車ローン『乗れMAX 』をリリース[3]
- 2019年
  - 2月 - ジョイカル加盟店舗数が500店舗突破
  - 8月 - 株式会社クルカ設立
  - 12月 - 乗り換え車検　特許取得　特許番号は特許第6628406号[4]
- 2020年12月 - 新商品：新たな３年リース『NORIDOKI』をリリース
- 2021年
  - 4月 - 内村航平氏と所属契約締結[5]
  - 7月 - 新商品：中古車リース『コミかる』をリリース[6]
  - 8月 - マッハ車検と戦略的提携を締結[7]
  - 10月
    - 中村 靖弘氏 取締役会長に就任
    - 早川 由紀夫 代表取締役社長 CEOに就任
    - 岩城 肇 代表取締役副社長 CFOに就任

  - 12月 - 令和3年度東京都スポーツ推進企業認定
- 2022年
  - 4月
    - ジョイカル直営店『 U-CAR SELECT 4号草加店』オープン
    - 『NORIDOKI』カーリスサービスで業界初のリース料金総額を一括払い開始
    - 『NORIDOKI』クレジットカード（ダイナースクラブ）の利用開始

  - 9月 - U-CAR SELECT 4号草加店『こどもひなんじょ』認可
  - 10月 - U-CAR SELECT 4号草加店『自動車整備工場』落成
  - 12月
    - 『NORIDOKI』クレジットカードブランド2社（アメリカン・エキスプレス、JCB）追加利用開始
    - 令和4年度東京都スポーツ推進企業認定
- 2023年
  - 1月
    - 『7MAX』業界初３年型プランをリリース[8]
    - 『7MAX』クレジットカードの利用開始（対象ブランド：ダイナースクラブ、アメリカン・エキスプレス、JCB）
- 2024年
  - 3月
    - 「健康経営優良法人2024」に認定[9]
    - プロゴルファー細野勇策選手とスポンサー契約を締結[10]